# Plamen Kralew

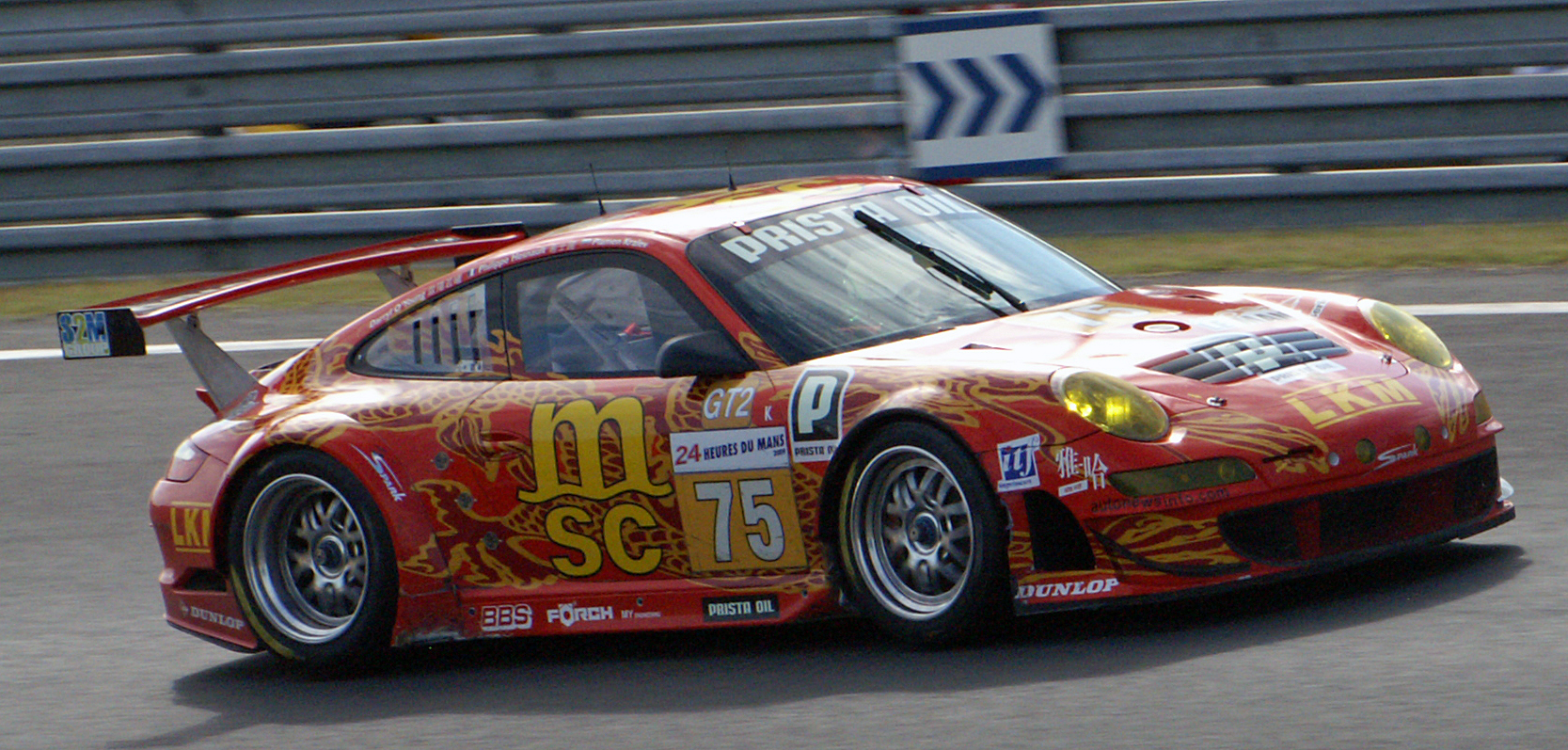
Der Porsche 997 GT3 RSR von Darryl O’Young, Philippe Hesnault und Plamen Kralew beim 24-Stunden-Rennen von Le Mans 2009

Plamen Simeonow Kralew (bulgarisch Пламен Кралев; * 22. Februar 1973 in Sofia) ist ein ehemaliger bulgarischer Automobilrennfahrer und Geschäftsmann. Er trat von 2010 bis 2012 in der Formel 2 an.

## Karriere im Motorsport
Mit 34 Jahren begann Kralew relativ spät seine Karriere im Motorsport in der Ferrari Challenge Coppa Shell, einer Sportwagenrennserie, und belegte mit zwei Rennsiegen den elften Gesamtrang. 2008 war Kralew in mehreren Sportwagenrennserien aktiv und gewann in der Ferrari Challenge Coppa Shell erneut zwei Rennen. Außerdem gab er sein Debüt in der International GT Open.
2009 startete Kralew erneut bei einigen Rennen der International GT Open, der Le Mans Series und nahm außerdem am 24-Stunden-Rennen von Le Mans teil, wurde aber nicht klassiert. Ab Oktober machte Kralew seine ersten Erfahrungen im Formelsport und ging für Trident Racing in der GP2-Asia-Serie-Saison 2009/2010 an den Start. Zusammen mit Wladimir Arabadschiew war er der erste Bulgare, der in dieser Rennserie startete. Am Saisonende belegte er den 33. Gesamtrang. 2010 trat Kralew in der Formel 2 an und belegte den 20. Gesamtrang. 2011 absolvierte Kralew seine zweite Saison in der Formel 2. Am Saisonende lag er auf dem 24. Platz in der Meisterschaft. 2012 bestritt Kralew seine dritte Formel-2-Saison. Er verbesserte sich auf den 17. Platz der Fahrerwertung.

## Statistik

### Karrierestationen
| - 2007: Ferrari Challenge Coppa Shell (Platz 11) - 2008: International GT Open (Platz 40) - 2008: FIA-GT3-Europameisterschaft - 2008: ADAC GT Masters - 2008: Ferrari Challenge Coppa Shell (Platz 22) | - 2009: International GT Open (Platz 43) - 2009: Le Mans Series, LMGT2 - 2010: GP2-Asia-Serie (Platz 33) - 2010: Formel 2 (Platz 20) - 2011: Formel 2 (Platz 24) - 2012: Formel 2 (Platz 17) | - 2014: European Touring Car Cup - Super 2000 TC2 (Platz 10) - 2017: Campionato Italiano Turismo - TCR (Platz 5) - 2017: European Touring Car Cup - ETCC1 (Platz 7) |

### Le-Mans-Ergebnisse
| Jahr | Team                | Fahrzeug            | Teamkollege    | Teamkollege       | Platzierung     | Ausfallgrund |
| ---- | ------------------- | ------------------- | -------------- | ----------------- | --------------- | ------------ |
| 2009 | Endurance Asia Team | Porsche 997 GT3 RSR | Darryl O’Young | Philippe Hesnault | nicht klassiert |              |